# Ciglenik (żupania brodzko-posawska)
Ciglenik – wieś w Chorwacji, w żupanii brodzko-posawskiej, w gminie Oriovac. W 2011 roku liczyła 159 mieszkańców.